# Sierra de Salinas
Sierra de Salinas este o arie protejată (sit de importanță comunitară — SCI) din Spania întinsă pe o suprafață de 7.734,78 ha, integral pe uscat.

## Localizare
Centrul sitului Sierra de Salinas este situat la coordonatele 38°30′51″N 0°57′32″W / 38.5142°N 0.9589°V.

## Înființare
Situl Sierra de Salinas a fost declarat sit de importanță comunitară în iulie 2001 pentru a proteja 17 specii de animale.

## Biodiversitate
Situată în ecoregiunea mediteraneană, aria protejată conține 11 habitate naturale: Dune împădurite cu Pinus pinea și/sau Pinus pinaster, Vegetație gipsofilă iberică (Gypsophiletalia), Matorral arborescenți cu Juniperus spp., Pante stâncoase calcaroase cu vegetație casmofită, Păduri de Quercus ilex și Quercus rotundifolia, Lande oro-mediteraneene cu formațiuni endemice de grozamă, Pseudostepă cu ierburi și specii anuale de Thero-Brachypodietea, Tufărișuri termo-mediteraneene și de pre-deșert, Dune cu tufărișuri sclerofile Cisto-Lavenduletalia, Galerii și tufărișuri riverane sudice (Nerio-Tamaricetea și Securinegion tinctoriae), Pajiști carstice calcaroase sau bazofile, de Alysso-Sedion albi.
La baza desemnării sitului se află mai multe specii protejate:
- păsări (11): acvilă de munte (Aquila chrysaetos), buha (Bubo bubo), ciocârlie-cu-degete-scurte (Calandrella brachydactyla), caprimulg (Caprimulgus europaeus), șerpar (Circaetus gallicus), șoim călător (Falco peregrinus), Hieraaetus fasciatus, acvilă pitică (Hieraaetus pennatus), ciocârlie de bărăgan (Melanocorypha calandra), Oenanthe leucura, silvie de tufiș (Sylvia undata)
- mamifere (6): liliac cu aripi lungi (Miniopterus schreibersii), liliac cu urechi de șoarece (Myotis blythii), liliac cu picioare lungi (Myotis capaccinii), liliac cărămiziu (Myotis emarginatus), liliacul mediteranean cu potcoavă (Rhinolophus euryale), liliacul mare cu potcoavă (Rhinolophus ferrumequinum)